# Escorxador (Esparreguera)
L'Escorxador d'Esparreguera (Baix Llobregat) és un edifici inclòs en l'Inventari del Patrimoni Arquitectònic de Catalunya.
És un edifici de planta basilical de tres naus. En la façana principal s'obre un portal remarcat amb un arc apuntat de maó vist i amb decoració de rajola i a sobre hi ha un gran finestral de respiració d'arc de mig punt. A banda i banda de la porta principal hi ha dues finestres amb una línia ondulant a la part superior, igual que les finestres que s'obren a la part superior dels laterals de la nau central. La teulada de la nau central és a dos vessants i les de les naus laterals d'un vessant. El ràfec està decorat amb una motllura dentada.